# ماركو أنتونيو أوراوا
ماركو أنتونيو أوراوا (16 نوفمبر 1970 في البرازيل – )؛ هو لاعب كرة قدم سابق كان يلعب كلاعب وسط.

## وصلات خارجية
- ماركو أنتونيو أوراوا على موقع رابطة كرة القدم اليابانية للمحترفين (اليابانية)